# ماريان هوغينين
ماريان هوغينين (بالفرنسية: Marianne Huguenin)‏ (من مواليد 1 مايو 1950) هي سياسية سويسرية وعضو في حزب العمل السويسري سابقا. تم انتخابها في المجلس الوطني السويسري ممثلة كانتون فود من 2003 إلى 2007. هوغينين امرأة مثلية الجنس علنا، وهي أول سياسية من مجتمع المثليين علنًا من المناطق السويسرية الناطقة بالفرنسية.

## سيرة شخصية
عملت في الأصل كطبيبة، وكانت نائبة في المجلس الكبير لكانتون فود من 1990 إلى 1999 وكانت رئيسة فرع كانتون فود لحزب العمل السويسري من 1988 إلى 1995.
عملت كمستشارة بلدية في مدينة رينينز من عام 1996 إلى عام 2006، قبل أن تصبح رئيسة بلدية للمدينة من عام 2006 إلى عام 2016.
كما تم انتخابها لعضوية المجلس الوطني السويسري في الانتخابات الفيدرالية السويسرية 2003 وأعيد انتخابها في الانتخابات الفيدرالية السويسرية 2007. ولكنها أعلنت استقالتها من المجلس الوطني في 1 نوفمبر 2007 - بعد 11 يومًا من انتخابات عام 2007 - لصالح جوزيف زيسياديس للتركيز على منصبها كرئيسة لبلدية رينينز.
كانت هوغينين في عام 2004 أول سياسية سويسرية تتحدث الفرنسية تعلن عن كونها مثلية الجنس وفي عام 2005 قامت بحملة من أجل الاعتراف بالشراكة المثلية في الاستفتاء الناجح الذي أجرته البلاد حول هذه القضية.